# Juju Noda
Juju Noda (野田樹潤 Noda Juju?, Tokio, Japón; 2 de febrero de 2006) es una piloto de automovilismo japonesa. Actualmente compite en la Copa Austríaca de Fórmula 3, el Trofeo Fórmula Italiana F2000 y en la Eurofórmula Open, todos con el equipo de Noda Racing.
Es hija del expiloto de Fórmula 1 Hideki Noda.

## Trayectoria

### Inicios
Noda probó autos de carreras monoplaza en circuitos japoneses desde los 9 años. Hizo su debut oficial en autos de competencia en la Lucas Oil Winter Race Series de 2019, donde terminó en el puesto 14 de la general.

### Fórmula 4

#### 2020
Noda hizo su debut en la categoría de Fórmula 4 en 2020, compitiendo en el Campeonato Danés de Fórmula 4 con el equipo de su familia, Noda Racing. Ganó su primera carrera en la serie y terminó sexta en la clasificación.

#### 2021
En enero de 2021, se anunció que Noda competiría para Jay Howard Driver Development en el Campeonato de Estados Unidos de Fórmula 4 de 2021.
Fue la más rápida en la sesión de práctica en la Ronda 1 en Road Atlanta, sin embargo, luego se retiró antes de la calificación. No apareció en más rondas del campeonato.
Continuó en el Campeonato de Fórmula 4 Danesa en 2021, después de un cambio de último minuto al Campeonato de Estados Unidos de Fórmula 4. Terminaría séptima en la clasificación este año.

### W Series

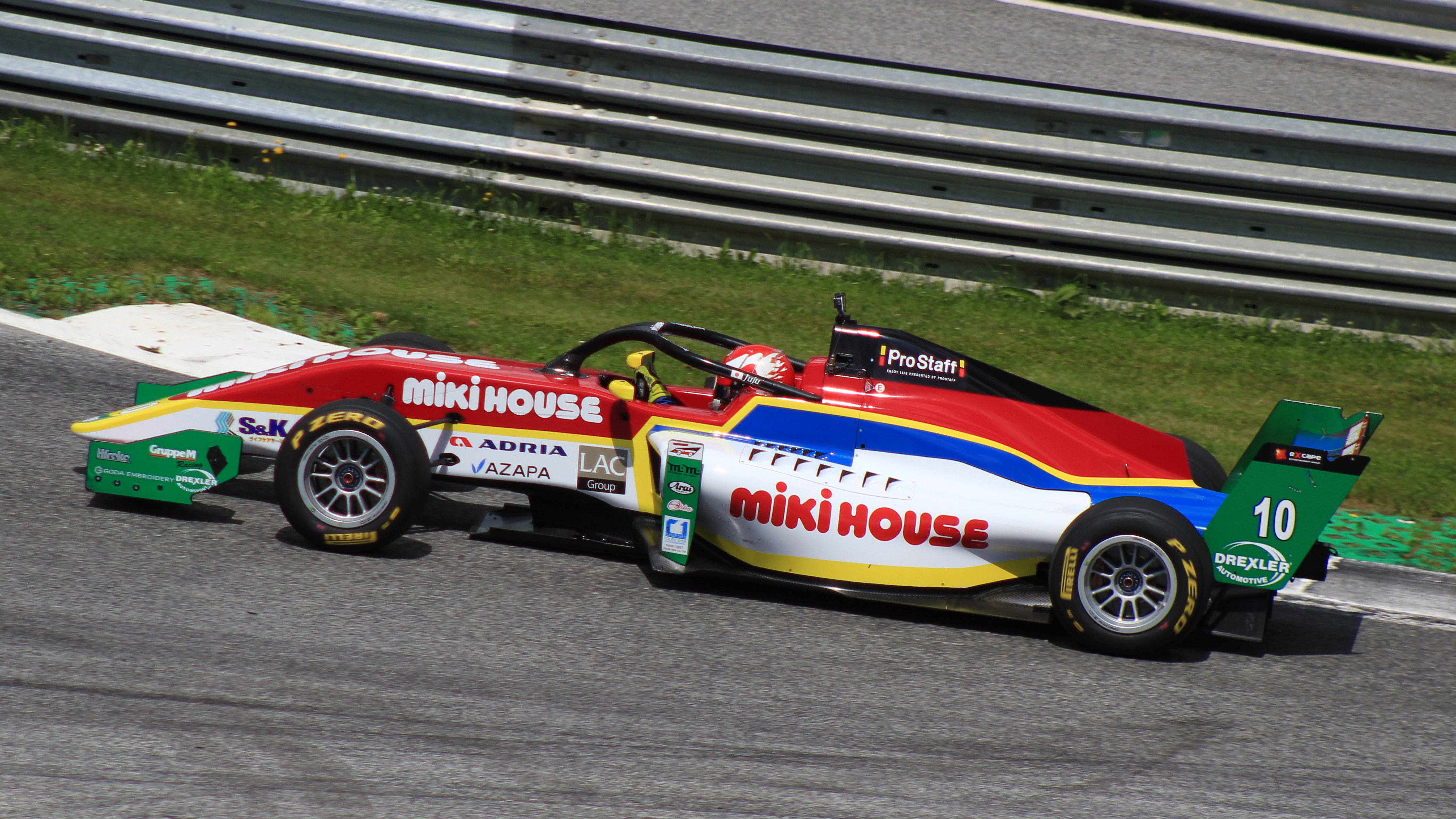
Juju Noda en el Red Bull Ring, 2022.

Noda apareció en la segunda prueba de pretemporada del 2 al 4 de marzo de 2022 en Barcelona, la única piloto que lo hizo que no estaba automáticamente clasificada o que hubiese asistido a la primera prueba en Arizona, un mes antes. La parrilla completa de la W Series se anunció el 22 de marzo de 2022, con Noda incluida.
El 30 de julio de 2022, Noda obtuvo sus primeros puntos en W Series al finalizar 9° en el Hungaroring.

## Resumen de carrera
| Temporada | Categoría                                 | Equipo                         | Carreras     | Victorias    | Poles        | VR           | Podios       | Puntos       | Pos.         |
| --------- | ----------------------------------------- | ------------------------------ | ------------ | ------------ | ------------ | ------------ | ------------ | ------------ | ------------ |
| 2019      | Lucas Oil Winter Race Series              |                                | 17           | 0            | 0            | 0            | 0            | 68           | 14.ª         |
| 2020      | Campeonato de Fórmula 4 Danesa            | Noda Racing                    | 9            | 1            | 3            | 2            | 4            | 85           | 6.ª          |
| 2021      | Campeonato de Fórmula 4 Danesa            | Noda Racing                    | 17           | 2            | 2            | 3            | 8            | 149          | 7.ª          |
| 2021      | YACademy Winter Series                    | Jay Howard Driver Development  | 6            | 0            | 0            | 0            | 0            | 12           | 12.ª         |
| 2021      | Campeonato de Estados Unidos de Fórmula 4 | Jay Howard Driver Development  | 0            | 0            | 0            | 0            | 0            | 0            | N/A          |
| 2022      | W Series                                  | W Series Academy               | 7            | 0            | 0            | 0            | 0            | 2            | 14.ª         |
| 2022      | Copa Austríaca de Fórmula 3 - F3 Open     | Vadum Racing                   | 6            | 0            | 0            | 0            | 0            | 48           | 8.ª          |
| 2022      | Trofeo Fórmula Italiana F2000             | Vadum Racing                   | 6            | 0            | 0            | 0            | 0            | 0            | NC†          |
| 2023      | Copa Austríaca de Fórmula 3 - F3 Open     | Noda Racing                    | 14           | 7            | 8            | 8            | 11           | 262          | 2.ª          |
| 2023      | Trofeo Fórmula Italiana F2000             | Noda Racing                    | 14           | 7            | 8            | 9            | 11           | 275          | 1.ª          |
| 2023      | Eurofórmula Open                          | Noda Racing                    | 12           | 1            | 0            | 1            | 3            | 118          | 8.ª          |
| 2023      | BOSS GP - Clase Fórmula                   | HS Engineering                 | 2            | 0            | 0            | 0            | 2            | 44           | 16.ª         |
| 2024      | Campeonato de Super Fórmula Japonesa      | TGM Grand Prix                 | 9            | 0            | 0            | 0            | 0            | 0            | 21.ª         |
| 2025      | Campeonato de Super Fórmula Japonesa      | Hazama Ando Triple Tree Racing | Disputándose | Disputándose | Disputándose | Disputándose | Disputándose | Disputándose | Disputándose |
| Fuente:   |                                           |                                |              |              |              |              |              |              |              |

## Resultados

### W Series
(Clave) (negrita indica pole position) (cursiva indica vuelta rápida puntuable)

| Año  | Equipo           | 1       | 2       | 3      | 4      | 5      | 6     | 7       | Pos. | Puntos |
| ---- | ---------------- | ------- | ------- | ------ | ------ | ------ | ----- | ------- | ---- | ------ |
| 2022 | W Series Academy | MIA1 12 | MIA2 15 | BAR 13 | SIL 16 | LEC 13 | BUD 9 | SIN Ret | 14.ª | 2      |

### Eurofórmula Open
(Clave) (negrita indica pole position) (cursiva indica vuelta rápida puntuable)

| Año  | Escudería   | 1   | 1   | 1   | 2   | 2   | 2   | 3   | 3   | 3   | 4   | 4   | 4   | 5   | 5   | 5   | 6   | 6   | 6   | 7   | 7   | 8   | 8   | 8   | Pos. | Puntos |
| ---- | ----------- | --- | --- | --- | --- | --- | --- | --- | --- | --- | --- | --- | --- | --- | --- | --- | --- | --- | --- | --- | --- | --- | --- | --- | ---- | ------ |
| 2023 | Noda Racing | POR | POR | POR | SPA | SPA | SPA | BUD | BUD | BUD | LEC | LEC | LEC | SPI | SPI | SPI | MNZ | MNZ | MNZ | MUG | MUG | BAR | BAR | BAR | 8.ª  | 118    |
| 2023 | Noda Racing | 7   | 7   | 7   | 6   | 7   | 6   | 5   | 3   | 9   | 1   | 4   | 3   | WD  | WD  | WD  |     |     |     |     |     |     |     |     | 8.ª  | 118    |

### Campeonato de Super Fórmula Japonesa
(Clave) (negrita indica pole position) (cursiva indica vuelta rápida)

| Año   | Escudería                      | 1      | 2      | 3      | 4      | 5      | 6      | 7      | 8      | 9      | 10  | 11  | 12  | Pos. | Puntos |
| ----- | ------------------------------ | ------ | ------ | ------ | ------ | ------ | ------ | ------ | ------ | ------ | --- | --- | --- | ---- | ------ |
| 2024  | TGM Grand Prix                 | SUZ 17 | AUT 20 | SUG 18 | FUJ 19 | MOT 18 | FUJ 17 | FUJ 16 | SUZ 12 | SUZ 20 |     |     |     | 21.ª | 0      |
| 2025* | Hazama Ando Triple Tree Racing | SUZ 16 | SUZ 21 | MOT 19 | MOT 17 | AUT 19 | FUJ 20 | FUJ NC | SUG 20 | FUJ    | FUJ | SUZ | SUZ | 23.ª | 0      |

- * Temporada en progreso.

## Vida personal
Juju Noda nació el 2 de febrero de 2006. Es hija del expiloto de Fórmula 1, Hideki Noda y comenzando a andar en el karting a la edad de 3 años.
En 2018, Noda apareció en un microdocumental creado por Great Big Story.